# De hvide busser i Odense
|  | Denne artikel er oprettet af botten Steenthbot ud fra en ekstern database. Den kan derfor have sproglige fejl eller mangler. Denne skabelon kan fjernes efter kontrol af indholdet. |

De hvide busser i Odense er en dansk dokumentarisk optagelse fra 1945.

## Handling
I marts 1945 gør svensk Røde Kors' kortege af hvide busser ophold i Odense på vej til Tyskland. De skal flytte danske og norske fanger og internerede i Tyskland til en fælleslejr ved Neuengamme, hvorfra de skal videre til Sverige. De svenske biler og mandskabet samles på Munkebjergskolen i Odense.